# هیولاهای ترسناک (و ابروحشتناک‌ها)
هیولاهای ترسناک (و ابروحشتناک‌ها) (انگلیسی: Scary Monsters (and Super Creeps)) که به اختصار هیولاهای ترسناک نیز شناخته می‌شود، چهاردهمین آلبوم استودیویی دیوید بویی، موسیقی‌دان انگلیسی است که در ۱۲ سپتامبر ۱۹۸۰ توسط آرسی‌ای رکوردز منتشر شد. طی سه سال گذشته، بویی با «سه‌گانه برلین» که شامل کم، «قهرمانان» و مستأجر (۱۹۷۷–۱۹۷۹) بود، موفقیت هنری چشم‌گیری کسب کرد. با این حال، این سه‌گانه از نظر تجاری موفقیت کمتری کسب کرده بود. از ۱۹۸۰، هنرمندان بسیاری که از سه‌گانه الهام گرفته بودند و با عملکرد بهتری نسبت به بویی روبه‌رو شده بودند، باعث شد بویی را به دنبال آوایی تجاری‌تر برای آلبوم بعدی خود سوق دهد.
این آلبوم با تهیه‌کنندگی مشترک تونی ویسکانتی بین فوریه و آوریل ۱۹۸۰ ضبط شد. جلسه‌های ضبط عمدتاً در استودیوی پاور استیشن در شهر نیویورک و ضبط بیشتر در دین استریت استودیوز لندن برگزار شد. بسیاری از دست‌اندرکاران ضبط‌های پیشین بویی به جلسه‌های ضبط بازگشتند. گیتارنوازی فرعی آلبوم توسط رابرت فریپ، عضو کینگ کریمسون که پیش‌تر در «قهرمانان» گیتارنوازی کرده بود و حضور مهمان گیتاریست، پیت تاونزند از د هو انجام شد. این اثر موسیقی شامل عناصر آرت راک، موج نو و پست-پانک است. بر خلاف ماهیت بداهه انتشارهای پیشین، بویی زمان خود را صرف نوشتن موسیقی و شعر کرد. در طول جلسات، چندین قطعه تحت عنوان مورد استفاده ضبط شدند، در حالی که برخی از قطعه‌ها حاوی عناصر بازسازی‌شدهٔ ترانه‌های منتشرنشدهٔ پیشین بویی بودند. جلد آلبوم یک کلاژ در مقیاس بزرگ با حضور بویی است که یک لباس دلقک پوشیده‌است و در پشت آستینش به انتشارهای پیشین او اشاره دارد.
تک‌آهنگ آغازین آلبوم، «خاکستر به خاکستر» بار دیگر به شخصیت سرگرد تام از «شگفتی فضا» اشاره دارد و با یک موزیک ویدیوی پر هزینه تبلیغ شد. هیولاهای ترسناک (و ابروحشتناک‌ها) پس از انتشار با موفقیت تجاری و انتقادی همراه بود؛ این آلبوم به رتبهٔ نخست جدول بریتانیا رسید. آلبوم در ایالات متحده به رتبهٔ ۱۲ رسید و عملکرد تجاری بویی را در این کشور بهتر کرد. هیولاهای ترسناک سپس از سوی منتقدان به عنوان «آخرین آلبوم عالی» بویی نام گرفته و شاخصی برای انتشارهای پس از آن است. این آخرین آلبوم استودیویی بویی از طریق آرسی‌ای بود و آخرین همکاری بین بویی و ویسکانتی برای بیش از ۲۰ سال بود. چندین نشریه آن را به عنوان یکی از برترین آلبوم‌های تاریخ در نظر گرفته‌اند. این آلبوم چندین بار دوباره منتشر شده‌است و در سال ۲۰۱۷ به عنوان بخشی از مجموعهٔ جعبه‌ای حرفه‌ای جدید در شهری جدید (۱۹۷۷–۱۹۸۲) بازسازی شد.

## پیش‌زمینه
موسیقی‌دان انگلیسی، دیوید بویی، از ۱۹۷۶ از ۱۹۷۹ ضبط کرد آنچه را که به «سه‌گانه برلین» شناخته شد و شامل آلبوم‌های کم، «قهرمانان» (هر دو در ۱۹۷۷) و مستأجر (۱۹۷۹) می‌شود. این سه‌گانه با همکاری موسیقی‌دان، برایان اینو، و تهیه‌کننده، تونی ویسکانتی، ضبط شد و بسیار تأثیرگذار بود. کم به‌عنوان زمینه‌ساز پست-راک و پست-پانک در نظر گرفته می‌شد که متأثر از هنرمندانی مانند جوی دیویژن و د هیومن لیگ بود، درحالی‌که به‌کارگیری مستأجر از موسیقی ملل به الهام‌گیری از هنرمندانی مانند تاکینگ هدز و پل سایمون نسبت داده شده‌است.
اگرچه این سه‌گانه از نظر هنری قابل توجه محسوب می‌شود، اما از لحاظ تجاری ناموفق‌تر بوده‌است.